# Scotochroa buprestoides
Scotochroa buprestoides is een keversoort uit de familie zwamspartelkevers (Melandryidae). De wetenschappelijke naam van de soort werd in 1837 gepubliceerd door Kirby.